# Tecknau
Tecknau est une commune suisse du canton de Bâle-Campagne, située dans le district de Sissach.

## Géographie
Le village est situé dans le vallon de l'Eibach. À proximité se trouve le portail nord du tunnel ferroviaire du Hauenstein, inauguré en 1916.

## Transports
- Ligne ferroviaire CFF Bâle-Olten, à 28 km de Bâle et à 11 km d’Olten.

## Curiosités
- Ruines du Château de Scheidegg.